# محمد فهاد
محمد فهاد (انگلیسی: Mohammad Fahad; ۱۷ ژانویهٔ ۱۹۸۱ – ۱۷ ژوئن ۲۰۱۳) بازیکن فوتبال اهل کویت بود.
از باشگاه‌هایی که در آن بازی کرده‌است می‌توان به باشگاه ورزشی القادسیه کویت اشاره کرد.
وی همچنین در تیم ملی فوتبال کویت بازی کرده‌است.